# S7 (Georgië)
De S7 (Georgisch: საერთაშორისო მნიშვნელობის გზა ს7, Saertashoriso mnishvnelobis gza S7, weg van internationaal belang S7), ook bekend als de 'Marneoeli (Kostavastraat) - Sadachlo (grens van de Republiek Armenië)', is een 34 kilometer lange hoofdroute binnen het Georgische wegennet. De S7 is onderdeel van de Europese E001 en Aziatische AH81.

## Route
De S7 is de kortste S-hoofdweg in Georgië en is geheel tweebaans. De weg begint in het centrum van Marneoeli als aftakking van de S6 uit Tbilisi. Van daar gaat de S7 zuidwaarts naar de grensovergang met Armenië bij Sadachlo. De S7 is de belangrijkste route tussen Tbilisi en Jerevan en de grensovergang Sadachlo-Bagratasjen is de meest gebruikte van vier met Armenië.
De weg ligt geheel in de gemeente Marneoeli in de regio Kvemo Kartli en kent een vlak verloop in het Kvemo Kartli-laagland. Tien kilometer ten zuiden van Marneoeli kruist de weg de Chrami, een van de grootste rivieren van Georgië. De S7 eindigt bij de rivier Debeda, de grens tussen Armenië en Georgië bij Sadachlo.
Na de Georgisch-Armeense grens gaat de weg verder als M6 naar Vanadzor, de derde grootste stad van Armenië, vanwaar Jerevan bereikt kan worden. Een alternatieve route vanaf de grens naar Jerevan is de M16/M4 via Sevan door het grensland met Azerbeidzjan.

## Achtergrond

S7 door Sjoelaveri

De S7 was vanaf het begin van de jaren 1980 genummerd als nationale Sovjet-route A-310, die liep tussen Marneoeli en het Armeense Vanadzor (destijds Kirovakan). De A-310 bood destijds een alternatieve hoofdroute tussen de Georgische- en Armeense SSRs, naast de A-304 (S6) en de A-306 (S11). Het Sovjet-routenetwerk dat in 1982 werd geïntroduceerd legde de basis voor het hoofdwegennet van het onafhankelijke Georgië. In 1996 werd het moderne Georgische wegnummeringssysteem geïntroduceerd en werd het Georgische deel van de A-310 omgenummerd tot de "S7 Marneoeli - Sadachlo (grens van de Republiek Armenië)".
De S7 is opgenomen in het Georgische East-West Highway-project dat tot doel heeft een ruim 450 kilometer lange oost-west transportcorridor door Georgië naar hogere standaarden te brengen. Deze oost-west verbinding moet Azerbeidzjan, Armenië en Turkije met elkaar verbinden via de Georgische delen van de Europese E60 en E70 en daarmee de Georgische positie als vervoersknooppunt in de Zuid-Kaukasus versterken. Het East-West Highway-project omvat het herontwerp van grote delen van de Georgische S1, S2, S4, S12 en de S7 naar autosnelweg of expresweg.
In 2022 werd de Friendship Bridge geopend over de Debeda, de grens tussen Armenië en Georgië bij Sadachlo. De bestaande brug in de S7 werd met Europees geld vernieuwd en uitgebreid naar vier rijstroken in aansluiting op de toekomstige uitbreiding van de S7. In datzelfde jaar werd een nieuwe Georgische grenspost geopend.

## Verbreding
In 2021 werd door de Europese Investeringsbank een extra bedrag van 106,7 miljoen euro aan Georgië toegekend voor belangrijke upgrades van de East-West Highway. Deze extra fondsen werden bestemd voor de uitbouw en verlegging van delen van de S4 en S7. Volgens dit plan wordt de S4 tussen Roestavi en de Azerbeidzjaanse grensovergang Tsiteli Chidi (Rode Brug) verlegd en uitgebouwd als autosnelweg met twee rijstroken per richting. Halverwege dit traject werd een nieuwe autosnelweg voorzien in zuidwestelijke richting naar de S7 bij het dorp Kvemo Sarali en een verbreding tot autosnelweg van de laatste 16 kilometer van de S7 naar Sadachlo.